# Stefan Meyer
Stefan Meyer (Viena, 27 de abril de 1872 – Bad Ischl, 29 de diciembre de 1949) fue un físico austríaco que trabajó en el estudio de la radiactividad. Fue director del Instituto para la Investigación del Radio de Viena y recibió el Premio Lieben en 1913 por sus investigaciones sobre el radio. Su hermano, el químico Hans Leopold Meyer también fue galardonado con el Premio Lieben en el año 1905.

## Vida y carrera científica
Stefan fue el segundo hijo del matrimonio judío formado por el notario y abogado Gotthelf Karl Meyer y su esposa Clara Goldschmidt, hermana de Victor Goldschmidt. Asistió al colegio en Viena y se graduó en la escuela secundaria de Horn en 1892. Posteriormente, realizó sus estudios de física en la Universidad de Viena y durante un año asistió a la Universidad de Leipzig. Defendió su tesis doctoral en 1896, bajo la supervisión de Franz Serafin Exner, y logró obtener la habilitación como profesor en el año 1900. En 1897, Meyer comenzó a trabajar como asistente de Ludwig Boltzmann en el Instituto de Física Teórica de la Universidad de Viena. Sus investigaciones se centraban en la permeabilidad magnétnica de líquidos. Tras una conferencia de Friedrich Oskar Giesel, pionero en la investigación y producción del radio, Meyer logró que Giesel le cediera una muestra de radio para poder determinar la propiedades magnéticas de este, por aquel entonces, recién descubierto elemento químico. Meyer y su colega Egon von Schweidler consiguieron demostrar que la radiación beta podía ser desviada por la acción de un campo magnético. Este efecto fue descubierto simultáneamente por varios científicos, pero Meyer y sus colaboradores también demostraron que la radiación procedente del polonio (radiación alfa) se comportaba de manera diferente en presencia de un campo magnético.
Meyer logró generar 4 g de radio, siguiendo las recomendaciones que le proporcionó la Academia Austríaca de Ciencias en 1901. La planta química de Carl Auer von Welsbach, que producía elementos pertenecientes a las tierras raras, le proporcionó todo el equipamiento y conocimientos técnicos necesarios para el aislamiento de pequeñas cantidades de radio a partir de la mena correspondiente. Tras el suicidio de Boltzmann, Meyer ostentó el cargo de director interino del Instituto durante un año. Durante ese tiempo, Meyer estableció contacto con la famosa física nuclear Lisa Meitner.
El mayor yacimiento de pechblenda, mena del radio, eran las minas de Sankt Joachimsthal, situadas en el Imperio austrohúngaro. En 1908, procurando mejorar los usos industriales y la minería del radio, el industrial austríaco Karl Kupelwiser donó 500.000 coronas austríacas para fundar un instituto dedicado al estudio del radio. En 1910 se inauguró el Instituto para la Investigación del Radio en Viena. Meyer se convirtió en el primer director ejecutivo de esta institución, bajo la supervisión del director oficial, Franz Serafin Exner. Este instituto abrió sus puertas dos años antes de la inauguración del Institute du Radio de París.
En 1908, Meyer comenzó a trabajar como asistente de Exner y en 1909 se convirtió en profesor. Como productor de abundantes cantidades de radio, Meyer se convirtió en una figura fundamental en el estudio de este elemento químico, suministrando muestras a los laboratorios de algunos de los más importantes científicos de la época, como los Curie en París, Rutherford en Manchester o Ramsay en Londres. Durante la época en que Meyer fue director interino del Instituto de Física Teórica numerosos científicos de renombre trabajaron allí, entre los cuales destacan George de Hevesy, Victor Francis Hess y Friedrich A. Paneth. En 1938, como consecuencia del Anschluss, Meyer tuvo que dejar su puesto de trabajo debido a su condición de judío. Decidió solicitar la jubilación antes de verse forzado a abandonar el Instituto. Tras su retiro forzoso, se instaló en una casa de su propiedad en el campo, en Austria. Gracias a la intervención de varias personas, Meyer permaneció a salvo durante toda la contienda bélica. Su hermano mayor, Hans Leopold Meyer, también científico, no corrió la misma suerte que Stefan y fue asesinado en el campo de concentración de Theresienstadt, en 1942. Tras la guerra, Meyer fue rehabilitado en su puesto de trabajo y le permitieron regresar al Instituto para la Investigación del Radio como director. Stefan Meyer falleció en 1949.

## Publicaciones
Stefan Meyer publicó numerosos artículos sobre la radiactividad en colaboración con Schweidler. Meyer recogió la mayor parte de sus descubrimientos en este campo en un libro. Este libro se convirtió en la obra alemana de referencia en el campo del estudio de la radiactividad, comparable al libro de Curie en Francia o al de Rutherford en el Reino Unido. Durante su retiro forzoso, Meyer escribió un libro sobre instrumentos musicales y acústica.